# Janina Januszewska

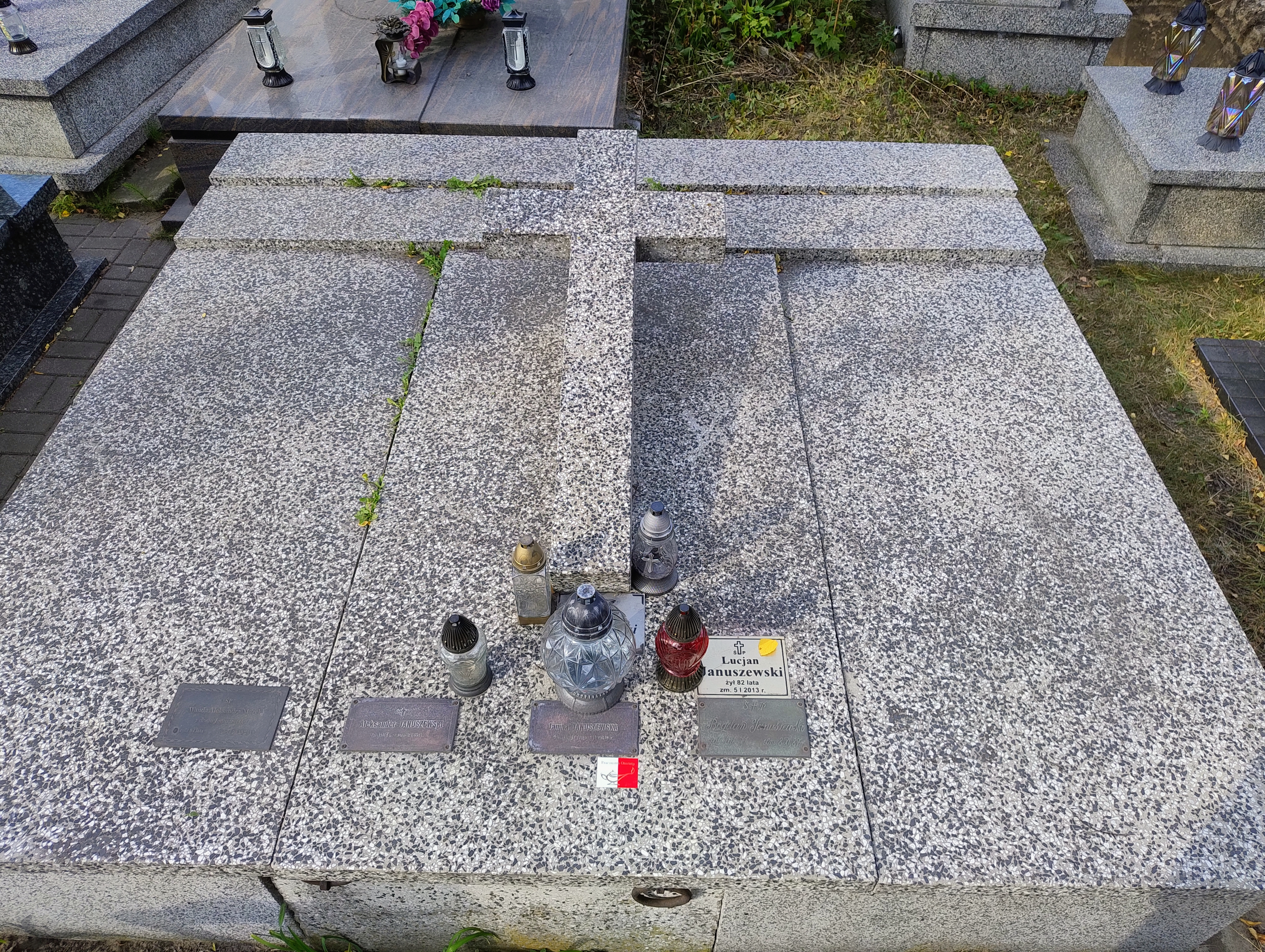
Grób Janiny Januszewskiej (2025)

Janina Januszewska z domu Bauer (ur. 19 stycznia 1899 w Warszawie, zm. 11 stycznia 1976) – polska nauczycielka, patronka Szkoły Podstawowej w Ciemnem.

## Życiorys
Janina Januszewska pochodziła z rodziny o tradycjach pedagogicznych. W 1905 ukończyła Realną Szkołę Żeńską im. Marii Lipskiej w Warszawie, a następnie kursy nauczycielskie uprawniające do nauczania w szkole, po czym rozpoczęła pracę pedagogiczną. Od 1909 do 1915 była kierowniczką szkoły utrzymywanej przez Marię Radziwiłłową.
W 1914 wyszła za mąż za Aleksandra Januszewskiego i od roku szkolnego 1914/1915 przeniosła się do szkoły w Słupnie, a następnie w Ciemnem. Małżeństwo Januszewskich w 1923 przekazało notarialnie część swojego gruntu na plac pod budowę nowej szkoły, aktywnie uczestnicząc w budowie prowadzonej w ramach czynu społecznego. Cegły uzyskano od właściciela cegielni Kronenberga za oddanie w dzierżawę terenów na polowania.
Janina Januszewska w latach 1920–1928 pełniła funkcję kierowniczki placówki. Ze szkoły oraz swojego domu uczyniła lokalne centrum społeczno-kulturalne. Stworzyła ognisko kształcenia młodych nauczycieli oraz współorganizowała konferencje pedagogiczne. Przed wybuchem II wojny światowej przeszła w stan spoczynku z powodu choroby zawodowej. Po 1945 powróciła do zawodu, ponownie obejmując kierownictwo szkoły w Ciemnem. Organizowała kształcenie w szkole, gromadziła podręczniki i książki, angażowała nauczycieli, a także prowadziła kursy czytania i pisania dla dorosłych. Przyjmowała na praktyki szkolne uczennice z Liceum Pedagogicznego w Radzyminie. W 1950 definitywnie przeszła na emeryturę. W latach 1962–1976 mieszkała u rodziny w Warszawie.
Pochowana na Cmentarzu Poległych w Radzyminie.

## Upamiętnienie
W 1997 Janina Januszewska została patronką Szkoły Podstawowej w Ciemnem.